# Fosse des Kermadec
Pour les articles homonymes, voir Kermadec.
La fosse des Kermadec ou fosse Kermadec est une fosse océanique de la croûte terrestre. Elle se situe dans l'océan Pacifique au nord de la nouvelle-Zélande et sa profondeur atteint 10 050 mètres. Elle est formée par la subduction de la plaque pacifique par la plaque australienne.

## Faune
En janvier 2012, des scientifiques annoncent la découverte d'un amphipode géant de 34 cm au lieu de 2,5 cm habituellement. Les scientifiques ne savent pas encore si c'est un cas de gigantisme abyssal ou une nouvelle espèce.
Un autre poisson de grande profondeur est la limace de mer (Liparidae) de la zone hadale, Notoliparis kermadecensis (en) qui est endémique de cette fosse et occupe une bande en profondeur étroite et très limitées de 6 472 à 7 561 mètres.